# Зелёная Роща (Ставропольский край)
Зелёная Ро́ща — село в Степновском районе (муниципальном округе) Ставропольского края России.
До 16 марта 2020 года входило в состав муниципального образования «Сельское поселение Ольгинский сельсовет».

## Варианты названия
- Весёлый
- Карлсфельд
- Карлфельд
- Корсфельд[4]

## География
Расстояние до краевого центра: 312 км.
Расстояние до районного центра: 12 км.

## История
Карлсфельд/Karlsfeld (Романово; также Орбельяновка), до 1917 — Ставропольская губ., Святокрестовский (Прасковейский)/Александровский (Пятигорский) у., Ольгинская вол.; в сов. период — Орджоникидзевский край, Степновский (Соломенский)/Воронцово-Александровский р-н. Лют.-менн. село, осн. в 1897. У Сухопадинского канала, к сев.-зап. от с. Степное. Основатели из Бессарабии (в 1897 приняты в менн. общину). Земли 4500 дес., 2700 дес. (1916; 68 хоз.). Кирп. з-д А. П. Риблера. Коопер. лавка, нач. школа (1926).
Указом Президиума Верховного Совета РСФСР от 10 августа 1949 года колония Карлсфельд была переименована в село Зелёная Роща.

## Население
| 1909  | 1918 | 1920 | 1926 | 1989 | 2002  | 2010  |
| ----- | ---- | ---- | ---- | ---- | ----- | ----- |
| 490   | ↘420 | ↗577 | ↘493 | ↗959 | ↗1227 | ↘1113 |
| 2014  |      |      |      |      |       |       |
| ↘1100 |      |      |      |      |       |       |

Национальный состав
Из 493 — 475 немцев (1926).
По данным переписи 2002 года, 82 % населения — русские.

## Инфраструктура
- Культурно-досуговый центр[11]
- ЗАО «Зелёная Роща». Образовано 17 апреля 1974 года как винсовхоз «Зелёная Роща»[12]

## Образование
- Детский сад № 11 «Родничок»[13]. Открыт 20 апреля 1991 года[14]
- Средняя общеобразовательная школа № 10[15].

## Кладбище
- Общественное открытое кладбище. Находится примерно в 5 км по направлению на юго-восток от дома № 34 по улице Шоссейной в селе Ольгино. Площадь участка 18 тыс. м²[16].